# Агустін Муньйос Грандес
Агустин Муньйос Грандес (ісп. Agustín Muñoz Grandes; 27 січня 1896, Мадрид — 11 липня 1970, Мадрид) — іспанський воєначальник і державний діяч, генерал-капітан. Учасник Громадянської війни в Іспанії і Другої світової війни, командир «Блакитної дивізії», яка воювала проти СРСР на радянсько-німецькому фронті. Міністр оборони Іспанії, офіційний наступник глави держави Франсіско Франко.

## Біографія

### Учасник Рифської війни
Агустін Муньос Грандес народився 27 січня 1896 року в мадридському районі Карабанчель в небагатій родині. 1910 року вступив в піхотне училище в Толедо і закінчив його в 1913 році, отримавши перше офіцерське звання. 1915 року добровільно вирушив на військову службу в Марокко, де брав участь в Рифській війні, відзначившись як офіцер «регулярес» (марокканських військ під іспанським командуванням), достроково отримав чини капітана і, в 1924 році, майора. У вересні 1925 року під час десантної операції в затоці Алусемас командував авангардом, діяв під керівництвом майбутнього генералісимуса Франсіско Франко, був важко поранений в груди. Після одужання знову вирушив до Африки, де наприкінці Рифської війни, в 1926 році, отримав чин підполковника. Всього за час бойових дій був поранений 14 разів.
Майбутній республіканський генерал Ігнасіо Ідальго де Сіснерос згадував про те, що наприкінці правління короля Альфонса XIII влада вирішила для підняття авторитету монархії залучити на посади ад'ютантів короля молодих авторитетних військових, які не належали до привілейованих сімей: «Кандидатами в ад'ютанти короля називали майора авіації Едуардо Гонсалеса Гільярса і підполковника Августина Муньоса Грандес — двох молодих офіцерів, які користувалися великим авторитетом в армії і походили з відносно бідних сімей. Ніхто не сумнівався, що призначення будуть прийняті тими, кому їх пропонували. Але, на превеликий подив у вищих сферах, Муньос Грандес відмовився від запропонованого поста. Вперше військовий відкинув честь стати ад'ютантом короля ... Муньос Грандес вважав за краще повернутися в Марокко і командувати місцевою поліцією.»

### Діяльність в роки республіки
Після проголошення республіки в 1931 році популярний офіцер продовжував просуватися по службі, ставши другим начальником штурмової гвардії. На цій посаді він брав активну участь у придушенні повстання шахтарів в Астурії в 1934 році. Муньос Грандес вкрай негативно оцінював ряд заходів у військовій сфері, які проводилися лівоцентристським урядом в 1931-1933 роках — таких, як скасування всіх вироків офіцерських судів честі і підвищень у чинах за військові заслуги. За своїми політичними поглядами він належав до меншості військових, які симпатизували Іспанській фаланзі (подібно іншому отримав популярність під час громадянської війни генералу Хуану Ягуе).

### Участь у громадянській війні
На початку громадянської війни він опинився в республіканській в'язниці в Мадриді і був врятований завдяки допомозі з боку ряду чиновників, в тому числі генерального директора в'язниць Мельчора Родрігеса (існує версія, що коли наприкінці війни Родрігес був заарештований і відданий франкістами під суд, Муньос Грандес свідчив в його захист, що врятувало йому життя). Втікши з в'язниці і приєднавшись до військ фалангістів у березні 1937 року, він командував успішним штурмом Малаги, а потім 4-ю Наваррською бригадою, відзначився в боях біля Сантандера і в Астурії і був підвищений в бригадні генерали. Призначений командиром корпусу марокканської армії, брав участь в операціях в Арагоні та Леванте, а потім у Каталонії.
Після закінчення війни 9 серпня 1939 ррку він увійшов до складу уряду як міністр — генеральний секретар Національного руху (фаланги). Франко прагнув поставити цю організацію, яка об'єднувала, наприклад, такі спрямовані один проти одного течії, як карлісти і крістіноси, під контроль вірного йому воєначальника.

### Діяльність під час Другої світової війни
15 березня 1940 року Муньос Грандес був звільнений зі свого міністерського і партійного поста і незабаром призначений військовим губернатором Гібралтарського округу (безпосередньо межував з британським володінням на Гібралтарі) в той період, коли Німеччина схиляла Франко до окупації Гібралтару і вступу в Другу світову війну. Муньос Грандес повинен був здійснити операцію «Фелікс» із захоплення Гібралтару, консультантом до нього був направлений німецький адмірал Вільгельм Канаріс, однак Франко не зважився на цей крок. 1941 року Муньос підвищений в дивізійні генерали. У липні 1941 року Муньос Грандес був призначений командиром «Блакитної дивізії» — іспанського добровольчого підрозділу, який діяв на радянсько-німецькому фронті Другої світової війни. Брав участь в боях під Ленінградом.
1 вересня 1941 року був особисто прийнятий Адольфом Гітлером в його ставці «Вовче лігво» в Растенбурзі. Пізніше фюрер розглядав його як найкращого кандидата на місце Франко, який не бажав офіційно втягувати Іспанію у війну на боці Німеччини. 
Восени 1942 року Муньос Грандес брав участь в переговорах з Гітлером про постачання Іспанії німецького озброєння і військових матеріалів для використання їх у війні з антигітлерівськими союзниками.
У грудні 1942 року Муньос Грандес повернувся в Іспанію, де був підвищений в генерал-лейтенанти (став наймолодшим носієм цього чину в іспанській армії)» і в 1943 році призначений начальником військового кабінету генералісимуса. Активно сприяв підписанню секретного військового протоколу від 12 лютого 1943 року, за яким Іспанія зобов'язувалася в певний момент вступити у війну на боці Німеччини.
Очоливши військовий кабінет Франко, Муньос Грандес також став членом комісії Фаланги, регулював відносини між державою і партією. Це підвищення виглядало як ослаблення позицій занадто тісно пов'язаного з нацистами генерала, який потенційно міг стати за підтримки Німеччини суперником Франко — Муньос Грандес втратив можливість командувати військами і постійно перебував у полі зору генералісимуса.

### Післявоєнний період
У 1945 році небезпека втручання Німеччини в іспанські справи минула, і Муньос Грандес став генерал-капітаном і командувачем першого військового округу зі штабом в Мадриді. 1950 року Франко призначив його своїм військовим радником.
19 липня 1951 року Муньос Грандес був призначений військовим міністром Іспанії. Керував іспано-американською військовою співпрацею і сприяв укладенню військового угоди з США від 26 вересня 1953 року. Він заявив: «Іспанський уряд згоден не тільки на будівництво в країні американських військових баз, він також згоден прийняти американські війська для охорони цих баз на іспанській землі.»
Коли Муньос Грандес вперше прибув із візитом до США, він з'явився на зустріч із американськими журналістами у формі генерала «Блакитної дивізії» з нацистськими нагородами і заявив: «Перед вами — воєнний злочинець, який до того ж не втратив свого захоплення Німеччиною.»
25 лютого 1957 року Франко знову реорганізував кабінет і зняв надмірно марнославного генерала з посади військового міністра, замінивши його генералом Баррозо. Муньос Грандес був підвищений до звання генерал-капітана (приватне військове звання, друге за значенням в тогочасній іспанській армії після генералісимуса, на відміну від посади генерал-капітана — командувача округом). 1958 року Муньос Грандес був призначений начальником Генерального штабу.

### Наступник Франко
10 липня 1962 року під час формування нового кабінету Франсіско Франко своїм декретом призначив Муньоса Грандес на спеціально заснований пост віце-президента уряду Іспанії (при неіснуючому голові уряду — пост формально залишався за Франко), який став другим за значенням постом у франкістської Іспанії. У декреті було зазначено, що віце-президент уряду може замінювати главу держави під час відсутності, хвороби або непрацездатності останнього. Він зберіг і пост начальника Генерального штабу збройних сил. Муньос Грандес тепер розглядався як наступник Франко.
Західні оглядачі припускали, що за цим призначенням піде деяка лібералізація режиму в Іспанії. Однак після того, як 20 квітня 1963 року був розстріляний член ЦК Компартії Іспанії Хуліан Грімау, такі припущення не виправдалися. Газета «Observer» писала: «Суд над Грімау і його страта розцінюються, як свідчення перемоги старої гвардії і як припинення видимості лібералізації, яка відбулася услід за призначенням на недавно створений пост віце-президента генерала Муньоса Грандеса.»
На думку історика Пола Престона, це призначення мало б заспокоїти фалангістів, оскільки генерал дотримувався ультраправих поглядів і виступав за жорстку боротьбу проти опозиції. Крім того, він був противником реставрації монархії. Престон вважає, що «прямий і аскетичний» Муньос Грандес був слабким політиком, і більшу частину його функцій виконував адмірал Каррера Бланко, який користувався особистою довірою Франко.
Відповідно до нової іспано-американської Угоди про спільну оборону від 26 вересня 1963 року в грудні того ж року Муньос Грандес увійшов як співголова до складу новоствореного американо-іспанського консультативного комітету з питань оборони.
14 грудня 1966 року на референдумі був затверджений «Органічний закон», який передбачав у разі смерті Франко створення регентської ради і призначення короля і регента. Закон поділяв пости глави держави і глави уряду, і після його вступу в чинності 10 січня 1967 року Муньос формально перестав бути заступником глави держави. Однак Муньос Грандес розраховував, що пост регента йому гарантований, і поводився відповідно, але Каррера Бланко скористався цим і налаштував каудильйо проти наступника.

### Кінець кар'єри
Розбіжності між Франко і Муньосом Грандесом посилилися, і під час формування нового уряду 22 липня 1967 року генерал був відправлений у відставку з поста віце-президента уряду, який зайняв адмірал Каррера Бланко. З 28 липня Муньос Грандес виявився поза політикою — його амбіції і тверді антимонархічні погляди не відповідали планам Франко. 2 грудня того ж року Муньос Грандес зайняв почесну посаду віце-президента Ради королівства.
Здавалося, що він остаточно зійшов з політичної арени, однак 16 липня 1969 року Франсіско Франко несподівано заявив, що Муньос Грандес очолюватиме Кортеси під час церемонії проголошення Хуана-Карлоса Бурбона-і-Бурбона принцом Іспанії і спадкоємцем престолу. Майбутній король і його батько, граф Барселонський, змушені були погодитися на це, побоюючись втратити права на престол. 22 липня 1969 року церемонія відбулася, а на наступний день Муньос Грандес був госпіталізований через проблеми з бронхами.
Агустін Муньос Грандес помер у ніч на 11 липня 1970 року в госпіталі Генералісимуса в Мадриді від шлунково-кишкової інфекції.
13 липня 1970 року він був з усіма почестями похований в Мадриді як «другий солдат Іспанії».

## Нагороди
- Залізний хрест
  - 2-го класу (8 вересня 1941)
  - 1-го класу (19 січня 1942) — вручений Фрідріхом-Вільгельмом фон Шапп'юї.
- Лицарський хрест Залізного хреста з дубовим листям
  - Лицарський хрест (12 березня 1942)
  - Дубове листя (13 грудня 1942)
- Імперський орден Ярма та Стріл
  - Великий хрест (1943)
  - Великий ланцюг (1967)
- Срібна пальма Фаланги (1943)
- Медаль Блакитної дивізії
- Медаль «За Російську кампанію»
- Кавалер Великого хреста ордена Ізабелли Католички
- Кавалер Великого хреста ордена Святого Херменеґільда
- Кавалер Великого хреста ордена Карлоса III
- Легіон Заслуг (США), легіонер
- Орден Вежі й Меча, великий хрест (Португалія)
- Кавалер Великого ланцюга ордена Сіснероса (1970)